# Martijn Roessingh
 Martijn Roessingh (1965) is sociaal-geograaf en onderzoeksjournalist. Vanaf 1995 richtte hij zich op de journalistiek en werkte voor Radio Nederland Wereldomroep en voor het dagblad Trouw. Sinds 1998 werkt Roessingh bij Trouw op de buitenlandredactie. 
Als lid van het ICIJ nam Roessingh deel aan projecten zoals Offshore-leaks, Luxembourg Leaks, SwissLeaks en de Panama Papers.

## Auteur
Roessing promoveerde op etnische conflicten in Europa, en zou het proefschrift later publiceren. In 2009 verscheen Waarom China mij twee dochters schonk. Over de achtergrond van zijn beide adoptiekinderen wist Roessingh niets. Om daarover meer aan de weet te komen reisde hij naar China en ontraadselde waarom zijn kinderen waren afgestaan. Zijn boek Slaven in de polder - Hoe sekswerkers, schoonmakers en seizoensarbeiders worden uitgebuit, schreef hij samen met Perdiep Ramesar.

## Erkenning
Martijn Roessingh won De Loep tekstueel in 2015 samen Lars Bové (De Tijd), Kristof Clerix (MO*magazine), Jan Kleinnijenhuis en Han Koch (Trouw) voor hun publicatie over LuxLeaks in de categorie 'Opsporend'. LuxLeaks was een journalistiek onderzoek gevoerd door het International Consortium of Investigative Journalists, gebaseerd op vertrouwelijke informatie over belastingovereenkomsten van 2002 tot 2010.
Samen met Lars Bové, Kristof Clerix, Jan Kleinnijenhuis en Han Koch werd Roessing in 2017 onderscheiden met De Loep voor de publicaties over Paradise papers. Het team kreeg de prijs in de categorie 'Opsporende Onderzoeksjournalistiek'.

## Prijzen
- De Loep (2017)
- De Loep (2015)